# Grablegungsikone

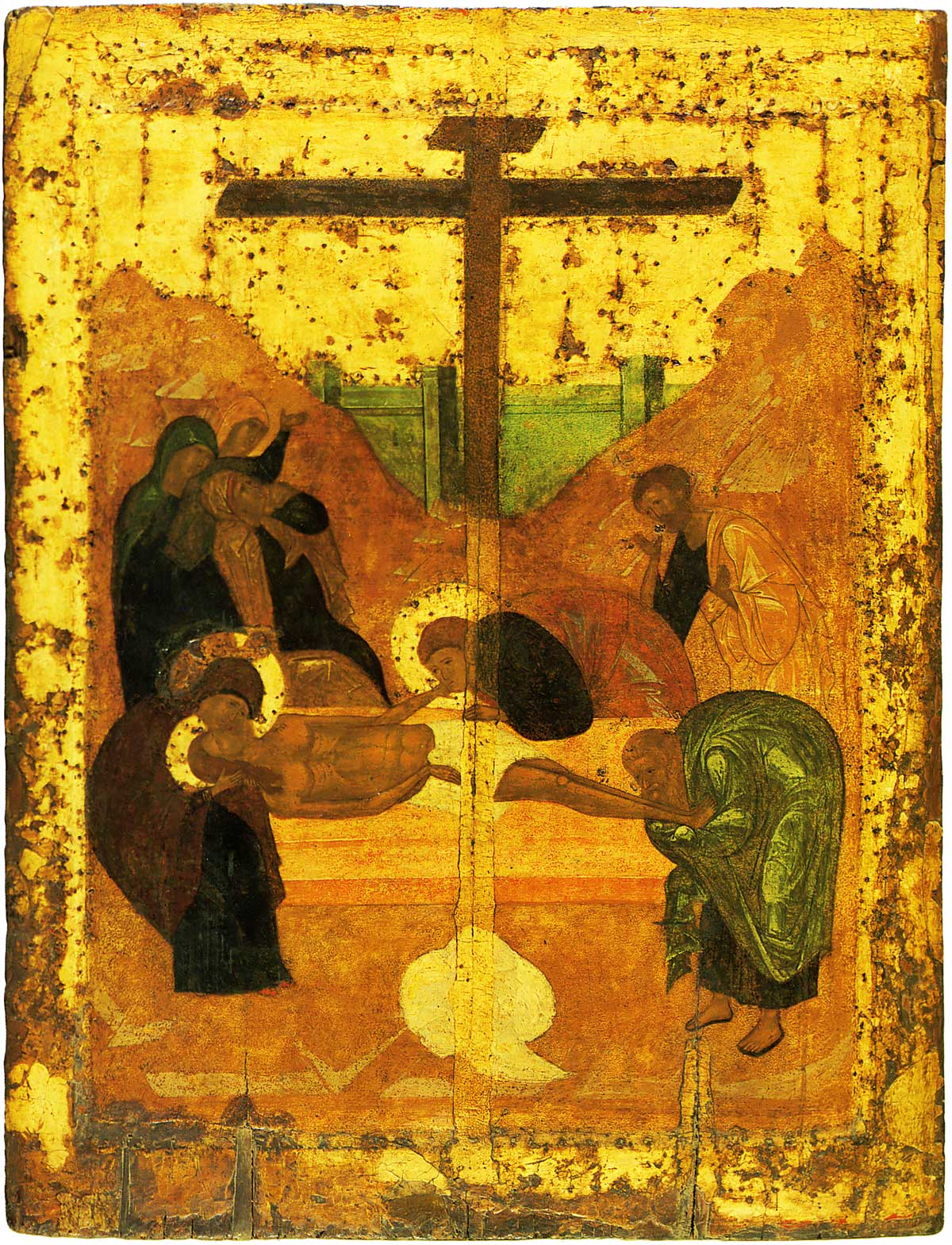
Grablegungsikone aus der Schule von Andrei Rubljow, 1425–27.

Die orthodoxe Grablegungsikone stellt die Grablegung Jesu in einer für die westliche Tradition ungewohnten Form dar. Bei aller Verschiedenheit der Einzelheiten beinhaltet diese Ikone immer die gleichen Symbole und Typen.

## Motiv
Die Ikone nimmt Bezug auf das Evangelium nach Markus, Kapitel 15, Verse 42–47:
Jesu Grablegung. 42 Und als es schon Abend wurde und weil Rüsttag war, das ist der Tag vor dem Sabbat, 43 kam Josef von Arimathäa, ein angesehener Ratsherr, der auch auf das Reich Gottes wartete; der wagte es und ging hinein zu Pilatus und bat um den Leichnam Jesu. 44 Pilatus aber wunderte sich, dass er schon tot war, und rief den Hauptmann und fragte ihn, ob er schon länger gestorben wäre. 45 Und als er's erkundet hatte von dem Hauptmann, überließ er Josef den Leichnam. 46 Und der kaufte ein Leinentuch und nahm ihn ab vom Kreuz und wickelte ihn in das Tuch und legte ihn in ein Grab, das war in einen Felsen gehauen, und wälzte einen Stein vor des Grabes Tür. 47 Aber Maria Magdalena und Maria, die Mutter des Joses, sahen, wo er hingelegt war.

## Ikonenzyklus der Passion Jesu Christi

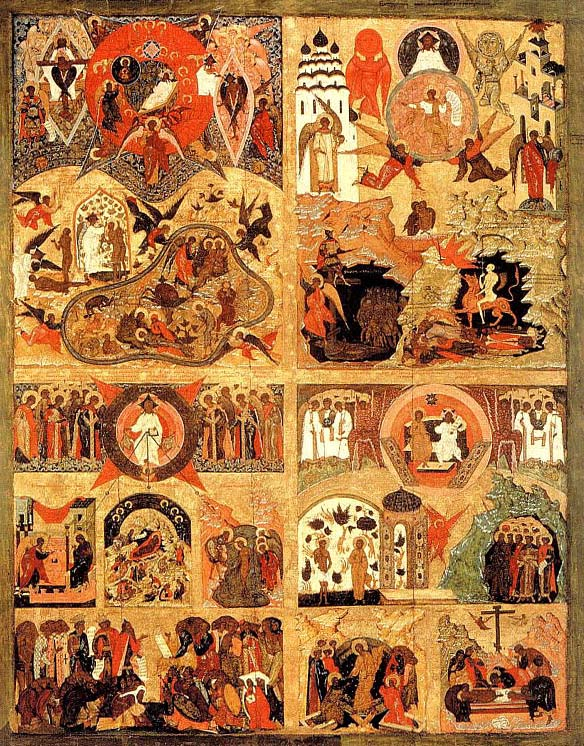
Vierteilige Ikone, Pskow-Schule, Einfluss von Ivan Wiskowatow (1547–1551).

Die Grablegungsikone gehört zu den Passionsikonen. Diese umfassen die Motive
- Der Kuss des Judas
- Das Urteil des Pilatus
- Die Geißelung Jesu
- Jesus mit der Dornenkrone
- Das Tragen des Kreuzes auf dem Kreuzweg
- Die Kreuzigung Jesu
- Abnahme vom Kreuz und
- Grablegung

Als sich an die Grablegungsikone anschließendes Motiv hat sich die Grabversiegelungsikone entwickelt.

## Darstellung
Das Bild stellt die Grablegung vor abstrakten und bizarren Felskonstruktionen dar und wird besonders in der älteren Ikonenmalerei oft durch die Mauern Jerusalems abgeschlossen. Die Komposition ist durch die Waagerechte der weißen Leinentücher Jesu geprägt, welche durch die klagende, üblicherweise in Rot dargestellte Maria Magdalena in der Senkrechten durchschnitten wird. Die weinende Maria und die beiden Jünger sind auf das Haupt Jesu ausgerichtet, die Linie der oberen Figuren verläuft parallel zu dieser Ausrichtung. In der Regel befindet sich im Hintergrund der Grablegungsszene das Kreuz, an welchem Jesus starb. Hierdurch kann es aus westlicher Sicht zu Verwechslungen mit den Motiven der Kreuzabnahme oder der Beweinung Jesu kommen.

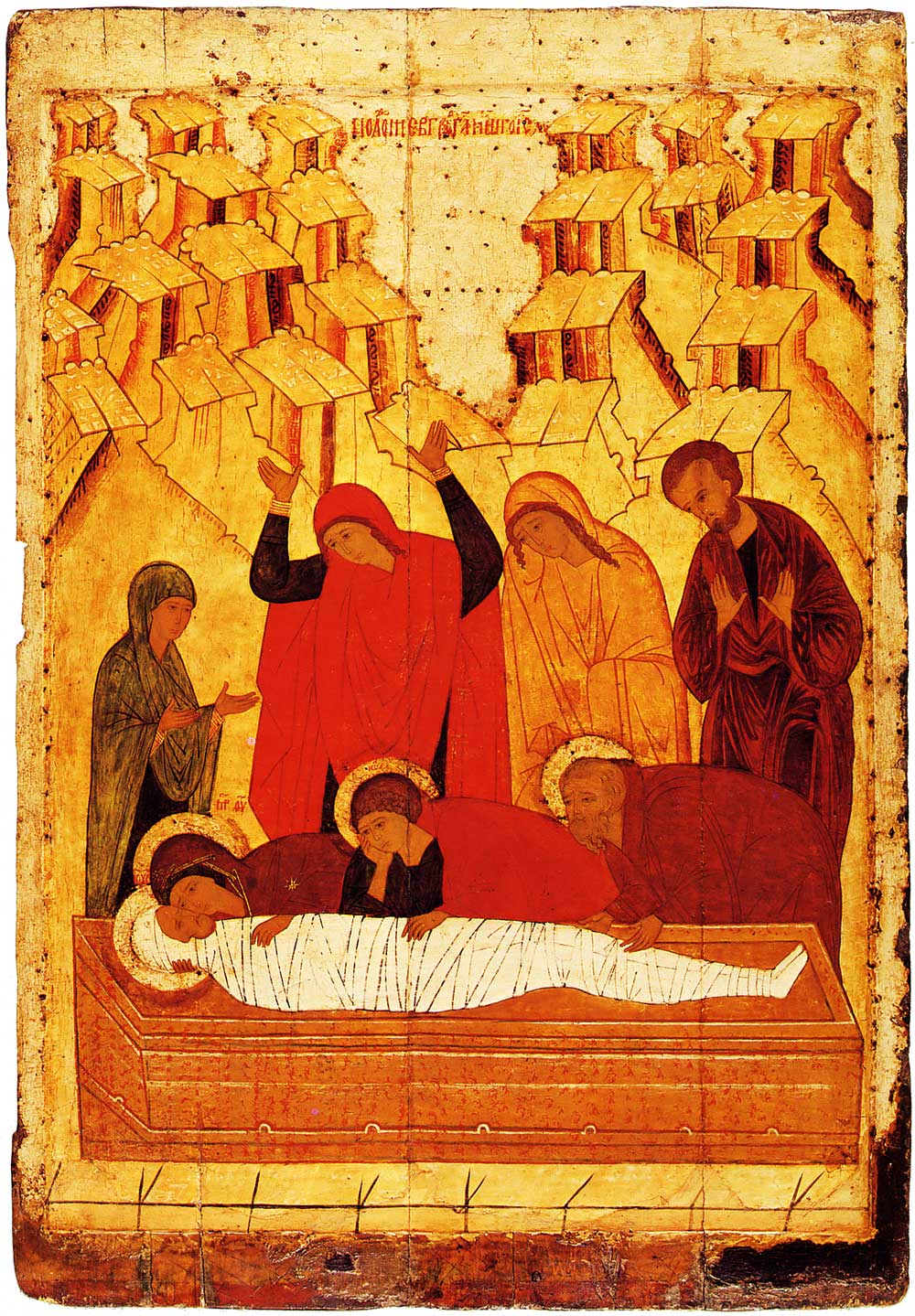
Grablegungsikone, 15. Jahrhundert, nordrussische Schule, Staatliche Tretjakow-Galerie, Moskau.

Eine Ausnahme bildet beispielsweise eine Grablegungsikone der nordrussischen Schule vom Ende 15. Jahrhundert. Konrad Onasch beschrieb die Spezialität der vermutlich Kargopoler Arbeit in seiner Reihe Ikonen:

„Die Ikonen auf den Tafeln 104 bis 106 sollen nach einer mündlichen Überlieferung aus der Stadt Kargopol' am Ausfluß der Onega aus dem Lača-See stammen. Im 15. Jahrhundert wurde die Stadt von einer starken Welle der Klostergründungen erfaßt, die von Nowgorod ausging. Deshalb waren die Beziehungen beider Städte sehr eng. Trotzdem reichen Nowgoroder Einflüsse allein nicht aus, um die Eigenart Kargopoler Ikonen zu erklären. Die Rätsel, die sie aufgeben, sind, wie die Frage der „nordrussischen Schule“ überhaupt, noch nicht geklärt. [...] Ihre Maler müssen über genaue Kenntnisse nicht nur der Nowgoroder, sondern auch der Moskauer Kunst und hier wieder vor allem derjenigen Dionisijs verfügt haben. Darüber hinaus wußten sie auch in der westlichen Malerei gut Bescheid. Aus der Analyse ergibt sich, daß die Kargopoler Meister große Selbständigkeit in formaler und ästhetischer Hinsicht besaßen. Sie suchten nach einem neuen Weg, seelische Stimmungen wiederzugeben, einem Weg, der sich von dem eines Rublev unterscheidet. Dabei übernahmen sie aus der volkstümlichen Malerei des Nordens die Form des Zeichnerischen und bestimmte, aber bereits abgewandelte Nowgoroder Farbenzusammenstellungen.“

Im Barock erfolgte eine Fortentwicklung des Motivs u. a. von Georgii Zinowjew, der nach 1667 das ikonographische Thema ganz nach der künstlerischen Auffassung der Zarenfamilie wiedergab. Zu dieser Zeit regierten die russischen Zaren Alexei I., Fjodor III. und Sofia Alexejewna.

## Verwendung

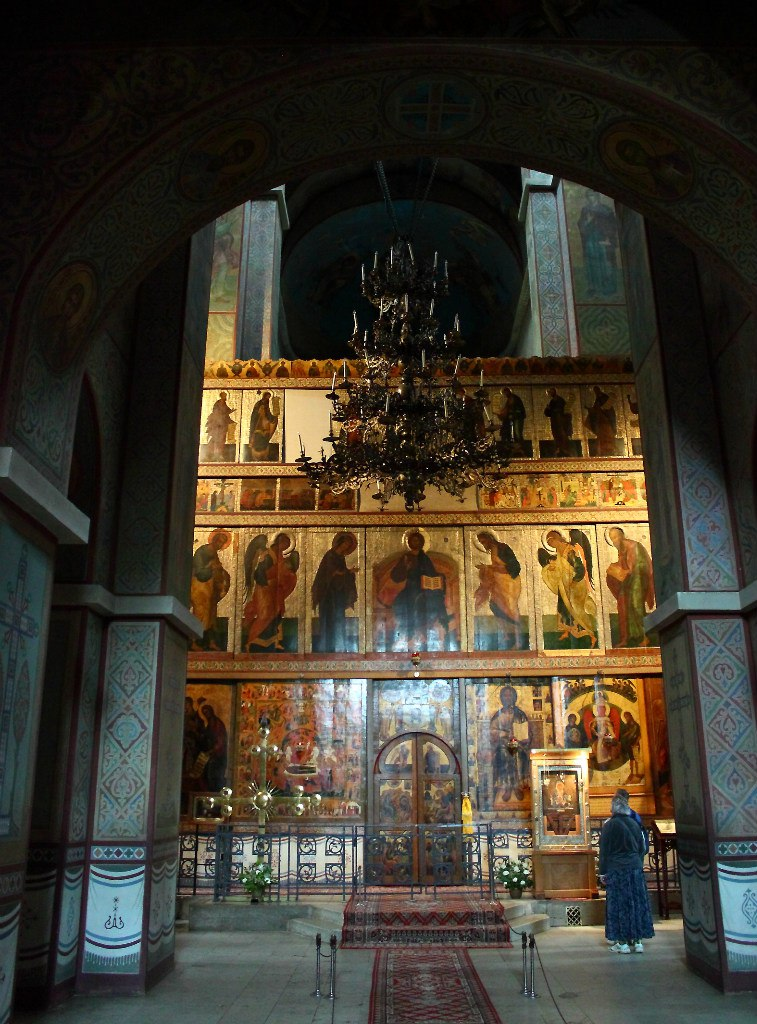
Ikonostase der Sophienkathedrale von Nowgorod (von 1509).

Die Grablegungsikone findet Verwendung nicht nur als Festtagsikone, sondern auch in der Ikonostase (z. B. in der Sophienkathedrale von Nowgorod). Darüber hinaus ist sie das typische Motiv auf einem Antimension:

### Antimension

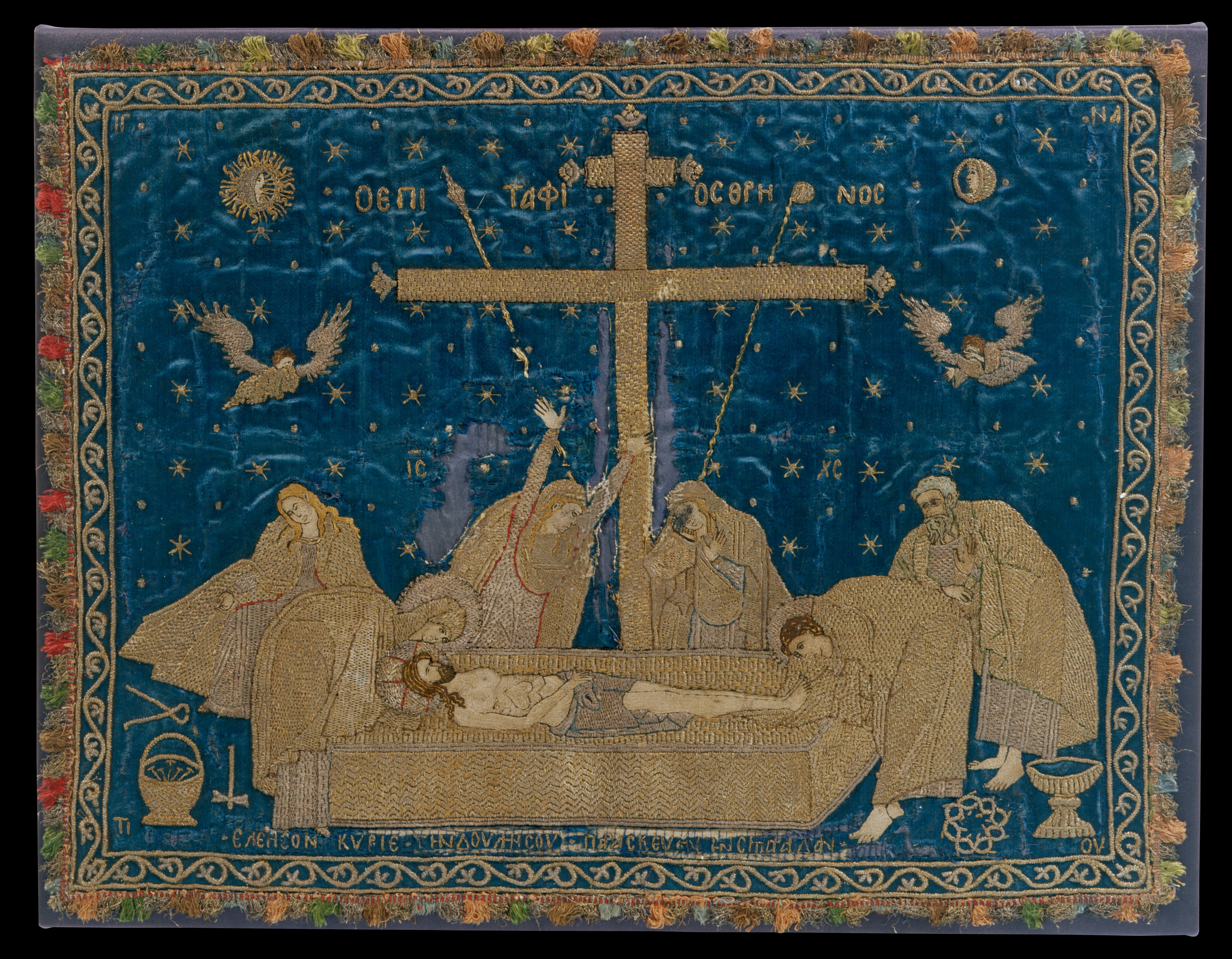
Siberbesticktes Antimension mit der Grablegungsszene (etwa 1540–1560), Benaki-Museum, Athen.

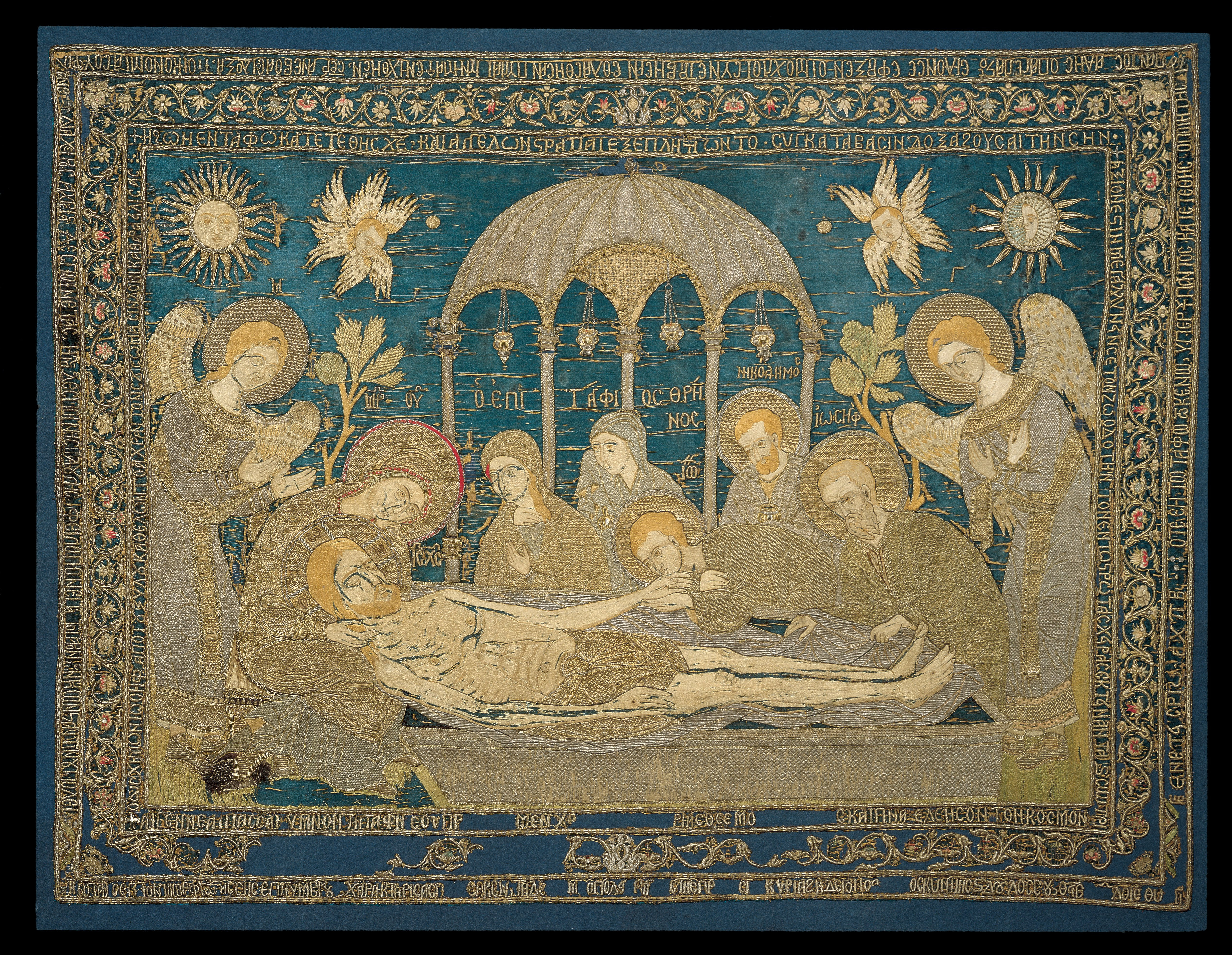
Despoineta (1682 – 1723): Beweinung Jesu Christi, Goldbestickte textile Ikone für die Liturgie des Epitaphs, Benaki-Museum, Athen.

Das Antimension ist das wichtigste Altartuch der orthodoxen Kirchen und der katholischen Ostkirchen. Es steht im Byzantinischen Ritus in der Tradition des frühchristlichen Märtyrergrabs, ähnlich dem Altarstein der Westkirche. Im Antimension ist die Reliquie eines Heiligen eingenäht. Ohne ein Antimension kann keine göttliche Liturgie gefeiert werden. Das häufig auftretende ikonographische Motiv der Grablegung auf dem Antimension wird im Westen wegen der Kreuzesdarstellung oft mit der Beweinung Jesu verwechselt – manchmal sogar mit dem Motiv der Kreuzabnahme. Die Beweinung Jesu gehört in der Orthodoxie allerdings zu einem gänzlich anderen Typus, der Beweinungsikone. Zwischen diesen beiden traditionellen Motiven gibt es erhebliche, im Laufe der Kirchengeschichte verfestigte Unterschiede.